# 卡佩伦-德鲁斯韦勒
卡佩伦-德鲁斯韦勒是德国莱茵兰-普法尔茨州的一个市镇。总面积5.77平方公里，总人口921人，其中男性456人，女性465人（2011年12月31日），人口密度160人/平方公里。